# Emmanuel Moire

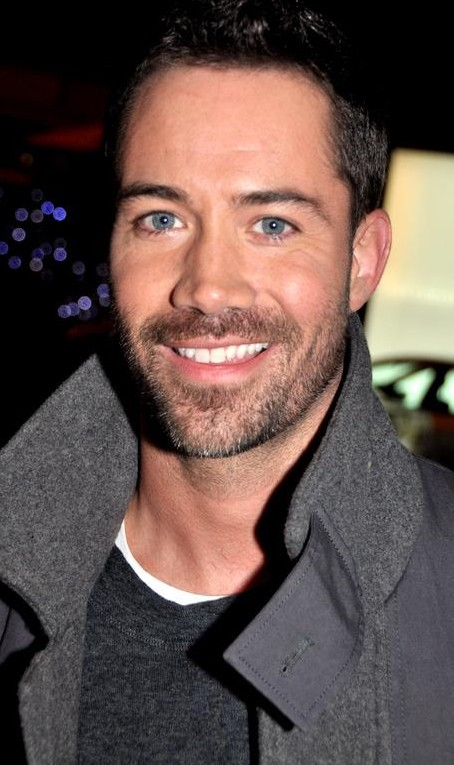
Emmanuel Moire (NRJ Music Awards 2013)

Emmanuel Moire (* 16. Juni 1979 in Le Mans) ist ein französischer Sänger und Musicaldarsteller.

## Leben
Moire veröffentlichte ab 2004 verschiedene Singles. Sein erster Charterfolg war der Titel Être à la hauteur, der 2004 Platz 9 der französischen Charts erreichte. Im Folgejahr platzierte sich Je fais de toi mon essentiel sogar auf Position 3. Weitere Bekanntheit erlangte Moire durch seine Rolle als Ludwig XIV. (Sonnenkönig) im Musical Le Roi Soleil. Das gemeinsam mit Musicalkollegin Cathialine Andria aufgenommene Stück La vie passe wurde ein Hit (2006, Platz 28). Die Single Le sourire aus seinem Album Là où je pars erreichte im Jahr 2006 Platz 7 der französischen Charts.
Mit dem Titel Ça me fait du bien gehörte Emmanuel Moire 2007 zu den Finalisten des Sopot Festivals und belegte den zweiten Platz. 2008 wurde er in der Kategorie „Französischsprachiger Künstler des Jahres“ für die NRJ Music Awards nominiert. Erst 2009 gelang mit dem Lied Adulte & sexy die Rückkehr in die Charts der Heimat (Platz 9). Anfang 2010 verfehlte die Single Sans dire un mot nur knapp die Top 10 (Platz 11).
In den Jahren 2012 und 2013 konnte der Sänger mit Liedern wie Sois tranquille, Au bout de mes rêves (Duett mit Amandine Bourgeois), Beau malheur und Ne s’aimer que la nuit weitere Hitparadenplatze erklimmen. In Kooperation mit den französischen Kollegen Maxime Le Forestier, Hélène Ségara, Thomas Dutronc, Chimène Badi, Lââm, Foly, Grégoire und Julien Clerc entstand die 2014 erschienene Live-Single Seras-tu là.
Im Januar 2019 trat Moire im zweiten Halbfinale des französischen ESC-Vorentscheid Destination Eurovision 2019 mit dem Lied La Promesse an, wo er sich als Zweiter für das Finale qualifizierte. Als Vierter von insgesamt acht Final-Teilnehmern verfehlte er allerdings sein Ziel, als Sieger des Wettbewerbs sein Land beim Eurovision Song Contest 2019 vertreten zu dürfen.
Moire lebt offen homosexuell in Paris. 2012 nahm er an der dritten Staffel der französischen Tanzshow Danse avec les stars teil und gewann diese.

## Diskografie

### Alben
| Jahr | Titel           | Höchstplatzierung, Gesamtwochen, AuszeichnungChartplatzierungen (Jahr, Titel, Platzierungen, Wochen, Auszeichnungen, Anmerkungen) | Höchstplatzierung, Gesamtwochen, AuszeichnungChartplatzierungen (Jahr, Titel, Platzierungen, Wochen, Auszeichnungen, Anmerkungen) | Höchstplatzierung, Gesamtwochen, AuszeichnungChartplatzierungen (Jahr, Titel, Platzierungen, Wochen, Auszeichnungen, Anmerkungen) | Anmerkungen                             |
| Jahr | Titel           | FR | BEW | CH | Anmerkungen                             |
| ---- | --------------- | --- | --- | --- | --------------------------------------- |
| 2006 | (Là) où je pars | FR8 Gold · (70 Wo.)FR | BEW34 (18 Wo.)BEW | CH94 (1 Wo.)CH | Erstveröffentlichung: 13. November 2006 |
| 2009 | L’équilibre     | FR7 Gold · (47 Wo.)FR | BEW19 (21 Wo.)BEW | CH92 (1 Wo.)CH | Erstveröffentlichung: 13. April 2009    |
| 2013 | Le chemin       | FR1 ×2Doppelplatin · (82 Wo.)FR                                                                                                   | BEW4 (80 Wo.)BEW | CH28 (7 Wo.)CH | Erstveröffentlichung: 29. April 2013    |
| 2015 | La rencontre    | FR2 Gold · (42 Wo.)FR | BEW2 (51 Wo.)BEW | CH19 (4 Wo.)CH | Erstveröffentlichung: 28. August 2015   |
| 2019 | Odyssée         | FR6 (9 Wo.)FR | BEW3 (14 Wo.)BEW | CH23 (1 Wo.)CH | Erstveröffentlichung: 15. Februar 2019  |

### Singles
| Jahr | Titel Album                                | Höchstplatzierung, Gesamtwochen, AuszeichnungChartplatzierungen (Jahr, Titel, Album, Platzierungen, Wochen, Auszeichnungen, Anmerkungen) | Höchstplatzierung, Gesamtwochen, AuszeichnungChartplatzierungen (Jahr, Titel, Album, Platzierungen, Wochen, Auszeichnungen, Anmerkungen) | Höchstplatzierung, Gesamtwochen, AuszeichnungChartplatzierungen (Jahr, Titel, Album, Platzierungen, Wochen, Auszeichnungen, Anmerkungen) | Anmerkungen                         |
| Jahr | Titel Album                                | FR | BEW | CH | Anmerkungen                         |
| ---- | ------------------------------------------ | --- | --- | --- | ----------------------------------- |
| 2004 | Être à la hauteur Le Roi Soleil            | FR9 Gold · (21 Wo.)FR | BEW19 (15 Wo.)BEW | CH32 (15 Wo.)CH |                                     |
| 2005 | Je fais de toi mon essentiel Le Roi Soleil | FR3 Gold · (17 Wo.)FR | BEW7 (20 Wo.)BEW | CH26 (19 Wo.)CH | aus Le Roi Soleil                   |
| 2006 | La vie passe Le Roi Soleil                 | FR28 (13 Wo.)FR | — | — | mit Cathialine Andria               |
| 2006 | Le sourire (Là) où je pars                 | FR7 (25 Wo.)FR | BEW31 (9 Wo.)BEW | — |                                     |
| 2009 | Adulte & sexy L’équilibre                  | FR9 (28 Wo.)FR | — | — |                                     |
| 2010 | Sans dire un mot L’équilibre               | FR11 (21 Wo.)FR | — | — |                                     |
| 2012 | Sois tranquille L’équilibre                | FR21 (7 Wo.)FR | — | — |                                     |
| 2013 | Beau malheur Le chemin                     | FR11 (44 Wo.)FR | BEW11 (20 Wo.)BEW | — |                                     |
| 2013 | Ne s’aimer que la nuit Le chemin           | FR72 (2 Wo.)FR | BEW32 (5 Wo.)BEW | — |                                     |
| 2015 | Bienvenue La rencontre                     | FR46 (2 Wo.)FR | BEW41 (1 Wo.)BEW | — |                                     |
| 2015 | Toujours debout La rencontre               | FR163 (1 Wo.)FR | BEW34 (8 Wo.)BEW | — |                                     |
| 2016 | Le chanteur Belavoine(s) (Kompilation)     | FR115 (1 Wo.)FR | — | — |                                     |
| 2018 | Et si on parlait d’amour Odyssée           | FR24 (1 Wo.)FR | — | — | Erstveröffentlichung: 6. April 2018 |

Weitere Singles
- 2006: Le sourire (Acoustique)
- 2007: La où je pars
- 2007: Ça me fait du bien
- 2008: Si c’etait ça la vie
- 2009: Promis
- 2012: Au bout de mes rêves (mit Amandine Bourgeois)

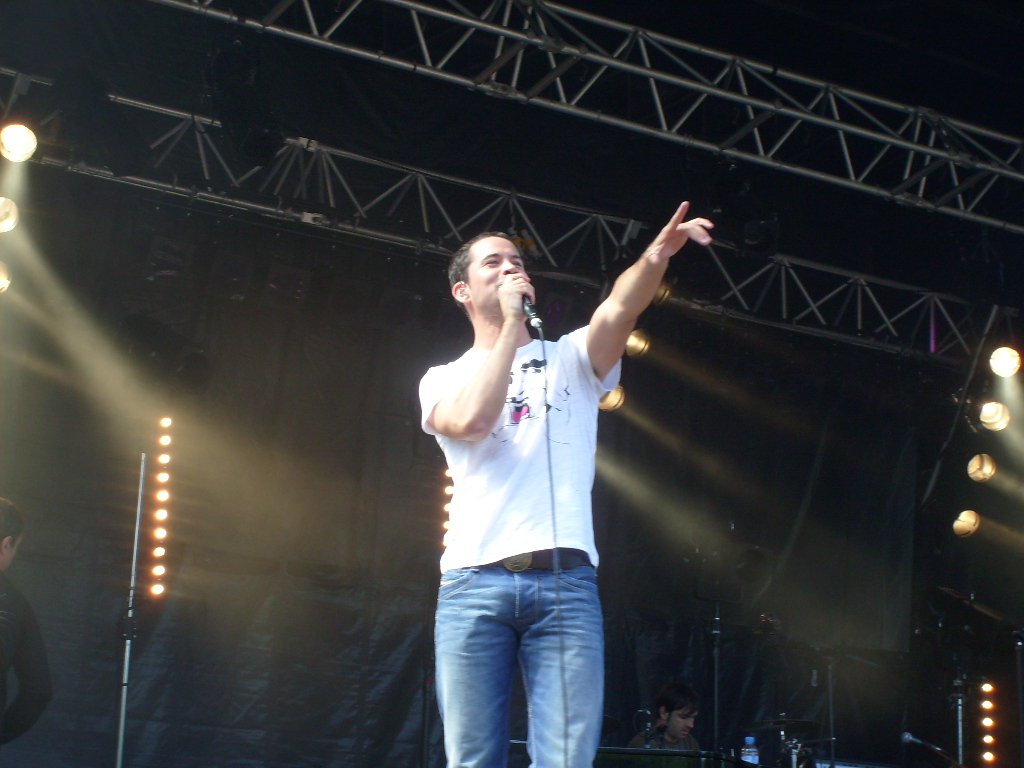
Emmanuel Moire (2008)

- 2014: Venir voir